# 富源县
富源县是中华人民共和国云南省曲靖市下属的一个县。全县面积3251平方千米，2020年总人口67.52万人，縣政府駐中安街道。

## 行政区划
富源县下辖2个街道办事处、9个镇、1个民族乡：
中安街道、胜境街道、营上镇、黄泥河镇、竹园镇、后所镇、大河镇、墨红镇、富村镇、十八连山镇、老厂镇和古敢水族乡。

## 地理
富源縣地處雲南高原東部，地勢西北高、東南低，地形為山地、峽谷，烏蒙山支脈自北向南縱貫全境，境內河流屬珠江流域。

### 气候
屬亞熱帶季風氣候，境內降水豐富，四季温和，年平均氣温14℃左右。

## 经济
2022年，富源县生产总值达316.20亿元，按可比价格计算，比上年增长6.6%。其中第一产业增加值55.87亿元，增长5.0%；第二产业增加值146.69亿元，增长3.5%；第三产业增加值113.64亿元，增长11.5%。三次产业结构为17.7∶46.4∶35.9。人均生产总值47,236元。城乡常住居民人均可支配收入分别为43,888元、17,515元。职工年平均工资98,661元。地方一般公共预算收入17.10亿元，人均2,555元。地方一般公共预算支出46.78亿元，人均6,989元。

## 人口
2020年第七次人口普查结果，富源县总人口（常住人口）共有675,229人，城镇人口166,806人（占24.70%），乡村人口508,423人（占75.30%）。共有男性354,220人、女性321,009人，性别比为110.35。0—14岁人口共179,303人（占26.55%），15—59岁人口共408,749人（占60.53%），60岁及以上人口共87,177人（占12.91%），其中65岁及以上人口共62,264人（占9.22%）。大学专科学历及以上人口有47,833人，15岁以上的文盲有38,636人，占15岁以上人口的7.79%。

## 交通
- 沪昆高速、 246国道、 320国道过境。
- 沪昆高速铁路：富源北站
- 盘西铁路：车转湾站、羊尾哨站、富源站
- 南昆铁路：大田边站